# 栗顶黑鹂属
栗顶黑鹂属（学名：Chrysomus）是拟黄鹂科下的一个属。

## 下属物种
本属包括以下物种：
- 黄巾黑鹂 Chrysomus icterocephalus (Linnaeus, 1766)
- 栗顶黑鹂 Chrysomus ruficapillus (Vieillot, 1819)